# 나흐츠반 자치공화국
나흐츠반 자치공화국(아제르바이잔어: Naxçıvan Muxtar Respublikası 나흐츠반 무흐타르 레스푸블리카스, 튀르키예어: Nahcivan Özerk Cumhuriyeti 나흐지반 외제르크 줌후리예티[*], 아르메니아어: Նախիջեվան, 러시아어: Нахичеванская Автономная Республика 나히체반스카야 압토놈나야 레스푸블리카[*], 페르시아어: جمهوری خودمختار نخجوان)은 아르메니아와 이란 사이에 있는 아제르바이잔의 월경지로 아제르바이잔의 자치 공화국이다. 나흐츠반 대학교가 위치해 있다.

## 정보
공화국 중에서, 특히 수도 나흐치반은 기원전 1500년경으로 거슬러 올라가는 긴 역사를 가지고 있다. 나키예반 주는 아르메니아 바스푸라칸 지방의 주로, 주도는 나키예반이다. 역사적으로 페르시아인, 아르메니아인, 몽골인, 투르크인 모두가 이 지역을 위해 경쟁했다. 현재의 나흐치반 지역은 16세기에 사파비드 이란의 일부가 되었다. 반자치반 칸국은 18세기 중반에 설립되었다. 1828년 투르크멘차이 조약이 체결되면서 나흐치반 칸국은 러시아 제국의 영토가 되었다.
1917년 2월 혁명 이후, 나흐치반과 그 주변 지역은 러시아 임시 정부의 특별 트랜스카서스 위원회와 그 후 단명한 트랜스카우카스 민주 연방 공화국의 권한 하에 있었다. 1918년 5월 TDFR이 해체되었을 때, 나흐치반, 나고르노카라바흐, 수니크, 카자크는 새로 형성된 아르메니아 제1공화국과 아제르바이잔 민주공화국(ADR) 사이에 치열한 경쟁을 벌였다. 1918년 6월, 이 지역은 오스만 제국의 점령하에 들어갔다. 무드로스 정전 협정에 따라 오스만 제국은 제1차 세계 대전이 끝날 무렵 영국의 점령을 위한 길을 마련하기 위해 트랜스카우카소스에서 군대를 철수하기로 합의했다. 1919년 4월 영국은 나흐치반을 아르메니아의 지배하에 두었지만, 아제르바이잔의 반란으로 아르메니아가 영토를 완전히 장악할 수 없었다.
1920년 7월 볼셰비키가 이 지역을 점령했다. 그해 11월, 볼셰비키 러시아와 아제르바이잔은 나흐치반이 나고르노카라바흐, 잔주르와 함께 아르메니아의 "필수적인 부분"이라고 약속했다. 그러나 1921년 3월 16일, 볼셰비키 정부는 국민투표의 결과에 따라 1924년 아제르바이잔 소비에트 사회주의 공화국 내의 자치 공화국이 된 나흐치반 자치 공화국을 선포했다. 1990년 1월, 아제르바이잔의 민족 운동 탄압에 항의하기 위해 소련으로부터 독립을 선언했고 1년 후 새롭게 독립한 아제르바이잔 공화국 내에 있는 나흐치반 자치 공화국이 되었다.
한 세기 전까지만 해도 아르메니아와 아제르바이잔의 혼합 지역이었지만, 나흐치반은 소수의 러시아인을 제외하고는 오늘날 아제르바이잔인이다.